# Orthocentrus primus
Orthocentrus primus là một loài tò vò trong họ Ichneumonidae.